# Ирбејски рејон
Ирбејски рејон (рус. Ирбейский район) је општински рејон у југоисточном делу Краснојарске Покрајине, Руске Федерације.
Административни центар рејона је насеље Ирбејскоје (рус. Ирбейское).
Са формирањем Јенисејске Губерније, формира се и ово село као уточиште за све прогнанике и разне врсте осуђеника из европског дела Русије. Због добре организације у селу, они су брзо добијали кров над главом, али је требало успоставити привреду села. Осим Руса, почетком XX века у село су пристигли многи Украјинци и Белоруси. Рејон је успостављен за време совјетске власти, 28. фебруара 1924. године. Данас, ово рејон обухвата 37 села. Главни сектори привреде је пољопривредна производња и то земљорадња и сточарство, а укупна површина пољопривредног земљишта је 41.726 хектара. Рејон се суочава са великим емиграцијама и константно губи становништво.
Суседне области региона су:
- север: Кански и Илански рејон
- исток: Иркутска област
- запад: Сајански рејон
- северозапад: Рибински рејон

Укупна површина рејона је 10.921 km².
Укупан број становника рејона је 16.092 (2014).